# Educazione omogenea
Il termine educazione omogenea in senso lato fa riferimento a un'azione educativa realizzata in contesti nei quali i giovani (o gli adulti) a cui l'azione educativa è indirizzata sono accomunati da uno o più elementi caratterizzanti un dato gruppo. Tale omogeneità può avere diversi gradi e può riguardare molteplici aspetti: l'età, il sesso, la lingua, il livello d'istruzione, le competenze acquisite, elementi socio-culturali legati alla provenienza etnografica, e così via.
Negli ultimi decenni del secolo scorso, l'espressione "educazione omogenea" ha assunto progressivamente anche una connotazione più precisa laddove indica un modello educativo basato sull'attenzione alle specificità maschili e femminili, perseguita attraverso l'organizzazione di momenti educativi nei quali alunni e alunne vengono separati per sesso. In questo senso si parla anche di "educazione specifica". Nei Paesi anglofoni si usa l'espressione "single sex education".

## Classi o scuole omogenee
Al di là della terminologia che si preferisce adottare, il concetto che sta alla base di questo modello educativo è che le differenze di genere tra maschi e femmine dovrebbero essere sempre tenute in adeguata considerazione, soprattutto a scuola, per favorire una crescita più armonica e completa dei giovani. La separazione dei sessi a scuola può realizzarsi in vari modi: per alcune attività; per alcune materie; per tutte le materie, ma solo in determinati cicli scolastici (ad esempio nella scuola primaria o in quella secondaria ecc.). Altre modalità prevedono classi omogenee all'interno di scuole miste, oppure scuole omogenee all'interno di un sistema educativo che offre entrambe le opportunità (omogenea/mista).

## Differenze di genere in educazione
La recente diffusione del modello di educazione omogenea in alcuni Paesi e l'estensione del dibattito sul confronto tra tale modello e quello della coeducazione (riferimento teorico della cosiddetta "scuola mista") è dovuto al fatto che molte ricerche sembrano ormai dimostrare che il bene dell'educando può essere perseguito meglio se si tiene conto delle specificità del suo sesso. È stato accertato infatti che esistono forti condizionamenti neurobiologici che permettono di parlare di un modo maschile o femminile di apprendere e di conoscere. Tali condizionamenti non possono essere eliminati e non possono essere ignorati dagli insegnanti senza produrre danno. La cognizione della donna è in genere più emotiva e sintetica, più completa, ed è meno analitica. I ragazzi, di solito, hanno più facilità nella percezione spaziale, nel ragionamento astratto, nel fare programmi a lunga scadenza e nello svolgere attività fisico-motorie, mentre le ragazze sono meglio predisposte alla padronanza del linguaggio, all'arte e alle scienze sociali.
Storicamente, nella maggior parte dei casi, l'educazione a scuola avveniva in ambiente omogeneo fino a metà degli anni sessanta. Da allora in poi si è progressivamente diffusa la scuola mista, ma si è trattato di una scelta organizzativa che non è stata preceduta da studi e da sperimentazioni. In effetti, non è facile trovare pubblicazioni scientifiche anteriori a quel cambiamento, che lo giustifichino pedagogicamente.
Il primo congresso internazionale sull'educazione impartita in ambiente omogeneo/misto si è svolto a Barcellona (Spagna) nell'aprile del 2007, organizzato dalla European association single-sex education, i cui atti sono disponibili in rete.
Il secondo congresso internazionale si è svolto a Roma nel 2009. Ne è emerso tra l'altro che attualmente nel mondo sono circa 40 milioni gli studenti che frequentano scuole omogenee. Gli atti del congresso sono stati pubblicati dall'editore italiano Armando e una sintesi è disponibile in rete.

## Nei vari Paesi

### Italia
Attualmente in Italia il modello omogeneo (single-sex) è statisticamente quasi irrilevante. Le uniche istituzioni scolastiche nelle quali è presente un progetto di educazione omogenea, quale conseguenza della più ampia opzione per l'educazione personalizzata, sono quelle che adottano il sistema educativo FAES, nelle scuole di proprietà dell'Opus Dei.
È consolidata in Italia l'opinione che l'unico modello scolastico esistente sia quello misto. A conferma di ciò, si aggiunge il fatto che periodicamente appaiono sui principali organi di stampa alcuni articoli che, sebbene diano notizia del dibattito sul confronto tra scuole miste e scuole che adottano un'educazione specifica per ragazzi e ragazze, si riferiscono però soprattutto a ricerche internazionali. Per questo motivo, da alcuni anni si valuta la consistenza degli elementi a favore di entrambi i modelli educativi nell'ambito di convegni o di corsi universitari. In particolare si vede la necessità di trovare nuove strade per una educazione più attenta alle esigenze degli alunni, anche sotto l'aspetto della loro identità di genere.
Dal 2007, presso alcune università si è cominciato ad affrontare il tema nel contesto delle attività di formazione per futuri docenti di scuola secondaria superiore. È emerso infatti che nella scuola mista italiana ci si è a volte limitati a mettere insieme maschi e femmine, pensando che la semplice vicinanza dei due sessi fosse sufficiente a produrre effetti positivi. Si sottolinea invece che per combattere gli stereotipi di genere occorre un vero progetto educativo, sia che si scelga il modello misto (di gran lunga più diffuso), sia che si scelga quello omogeneo. La maggior parte degli esperti concorda sul fatto che nella scuola italiana non sempre c'è una adeguata attenzione alle specificità dei due sessi. Infatti ai ragazzi e alle ragazze vengono di solito offerti i medesimi stimoli educativi, con gli stessi metodi, gli stessi ritmi, i medesimi stili, senza tenere conto delle loro differenze neurobiologiche e del loro diverso modo di vedere la realtà. Tali differenze, a giudizio dei più, andrebbero valorizzate in una prospettiva di collaborazione e non ignorate o esasperate.

### USA
Un articolo del Washington Post del 15 giugno 2008 riferisce che negli Stati Uniti c'è un ulteriore aumento delle scuole pubbliche che offrono alle famiglie la possibilità dell'educazione distinta per sesso. In tutto il Paese le scuole che utilizzano questo modello sono circa 500. Negli Stati Uniti il confronto tra l'educazione omogenea e quella mista va avanti ormai da decenni. Il sociologo americano Cornelius Riordan è una delle autorità mondiali in argomento. La maggior parte delle ricerche citano i risultati dei suoi studi.

### Francia
Come in altri Paesi europei, a metà degli anni sessanta del XX secolo, sulla spinta di esigenze organizzative dovute soprattutto al cosiddetto "boom demografico", si è diffusa in Francia la scuola mista, per lo più negli istituti statali. Negli ultimi anni, però, sempre più spesso si sono sollevate perplessità riguardo ai risultati che questa scelta ha prodotto. Il dibattito si è fatto progressivamente più acceso, soprattutto quando il sociologo e ricercatore del CNRS francese, Michel Fize, esperto in tematiche familiari e giovanili, ha mosso precise critiche al sistema educativo misto, evidenziando che – in base ai suoi dati – esso ha ostacolato la promozione delle pari opportunità tra donne e uomini. Una delle sue opere più famose al riguardo è Les pièges de la mixité scolaire.
Recentemente gli echi del dibattito in corso in Francia sono giunti in Italia attraverso notizie d'agenzia come quella del 22 maggio 2008: Francia: classi miste addio?. Il Paese infatti si trova a ridiscutere sul modello educativo misto/omogeneo da quando è stata approvata la norma che consente (senza imporla) la separazione di ragazzi e ragazze nelle scuole statali, in applicazione dei principi europei in tema di libertà pedagogica ed educativa. Alcuni temono che ciò riporti la Francia indietro di 40 anni. Secondo altri, invece, il breve comma che rende possibile l'organizzazione di insegnamenti per gruppi di studenti in funzione del loro sesso, senza eliminare le classi miste che rimangono la regola, risponde all'attuale sensibilità verso strade alternative per una attenzione più efficace alle necessità educative specifiche di maschi e femmine.

### Gran Bretagna
In Gran Bretagna c'è una tradizione molto radicata di educazione omogenea, sia tra le scuole statali che tra quelle non statali. La National Foundation for Educational Research ha pubblicato nel 2002 i risultati di uno studio su quasi tremila high schools, per un totale di trecentosettantamila alunni, giungendo alla conclusione che il rendimento degli studenti delle scuole omogenee (single-sex) è nettamente più alto rispetto alla media.

### Germania
Lo studioso di pedagogia sperimentale, Ingbert von Martial, sostiene che in base alle sue ricerche in Germania si è registrato un migliore apprendimento da parte delle ragazze in alcune materie (informatica, chimica, fisica, matematica) quando l'insegnamento è impartito in classi omogenee. Per questo motivo, su sollecitazione di alcune organizzazioni femministe, si è diffusa la prassi di svolgere le lezioni di queste materie in classi separate per sesso. In altri casi si formano classi omogenee per tutte le materie.

### Australia
L'Australian Council for Educational Research ha monitorato per sei anni l'evoluzione di duecentosettantamila studenti. Nel 2001 ha pubblicato i risultati della ricerca, dalla quale emerge che i ragazzi e le ragazze istruiti in scuole single-sex hanno ottenuto prestazioni scolastiche superiori rispetto agli studenti e alle studentesse di scuole miste: tra il 15 e il 22%, a seconda delle materie di studio. Tali proporzioni si mantenevano anche tra allievi di estrazione familiare e sociale similare, il che induce a pensare che il migliori risultati non dipendano dal ceto sociale o dalle risorse culturali del nucleo familiare di appartenenza. Il documento giunge alla conclusione che in media nelle scuole omogenee il piano di studi era più esigente, che il clima di lavoro era più gradevole e che gli studenti e le studentesse assumevano un comportamento migliore.